# Бондаренко (місячний кратер)
Кратер Бондаренко (лат. Bondarenko) — метеоритний кратер на зворотному боці Місяця. Кратер названо на честь радянського льотчика-винищувача, члена першого загону космонавтів СРСР, який загинув у сурдобарокамері при підготовці до польоту, Валентина Васильовича Бондаренка (1937—1961) й затверджена Міжнародним астрономічним союзом у 1991 році. До цього кратер мав назву Пацаєв G як сателітний до кратера Пацаєв, що розташовується неподалік.

## Опис кратера

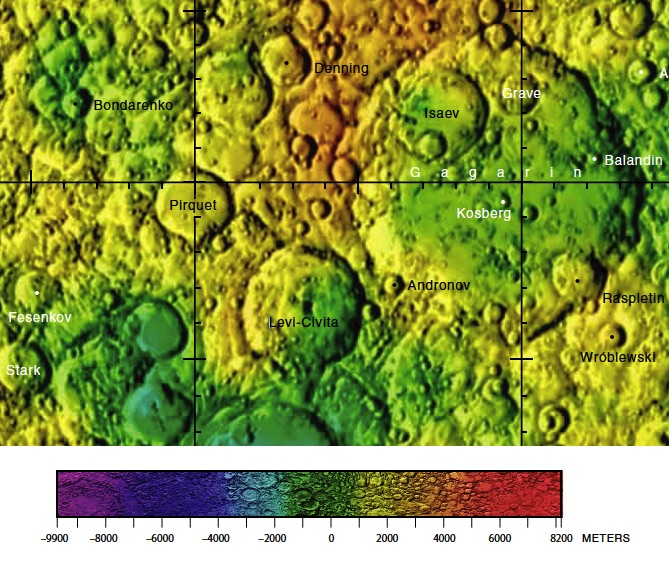
Околиці кратера Бондаренко. Фрагмент мапи зворотного боку Місяця

Найближчими сусідами кратера є кратер Пацаєв на заході; кратер Шовене на півночі; кратер Деннінг на сході північному сході; кратер Пірке на південному сході і гігантський кратер Ціолковський на південному заході. Селенографічні координати центру кратера 17°14′ пд. ш. 136°53′ сх. д. / 17.24° пд. ш. 136.89° сх. д., діаметр 28,3 км, глибина 2 км.
Кратер зазнав помірних руйнувань. Висота валу над навколишньою місцевістю становить 920 м. Дно чаші кратера є нерівним, в чаші кратера і на внутрішньому схилі знаходяться декілька невеликих кратерів.
Сателітні кратери відсутні.